# Teodoro La Rosa
Teodoro La Rosa, (Arequipa, 1818 - Lima, 1882) fue un abogado, jurista, magistrado y político peruano. Fue presidente del Consejo de Ministros (1876-1877) y ministro de Justicia, Instrucción, Culto y Beneficencia (1868-1869 y 1876-1877).

## Biografía
Sus primeros años los vivió en la casa de huérfanos fundada por el obispo Pedro José Chávez de la Rosa en Arequipa. Estudió en el Seminario Conciliar de San Jerónimo y luego en la Universidad Nacional de San Agustín de Arequipa. Se recibió de abogado el 5 de julio de 1839.
Fue miembro de la Academia Lauretana de Ciencias y Artes, de la que llegó a ser presidente. Así como secretario de la prefectura de Arequipa (1844-1848) y redactor del diario oficial El Republicano (1846-48), desde el cual libró una tenaz campaña contra las exigencias del gobierno de Bolivia y los perjuicios que ocasionaba la circulación de la moneda feble boliviana a la economía del sur del Perú.
Fue elegido diputado por la provincia de Camaná (1851-1853) y diputado suplente por la de Caylloma (1851). Desempeñó interinamente el cargo de oficial mayor del Ministerio de Guerra y Marina. Asimismo, integró la comisión que redactó los códigos Civil y de Enjuiciamientos Civiles.
Elegido en 1852 vocal de la Corte Superior de Arequipa, en 1868 fue transferido a la Corte Superior de Lima.
El presidente José Balta lo nombró ministro de Justicia e Instrucción, en reemplazo del renunciante Luciano Benjamín Cisneros (1868-1869).  Finalizado dicho cargo, fue acusado por la Cámara de Diputados, juntamente con otros ministros, pero se defendió ante el Senado, el cual declaró sin fundamento la acusación.
En 1871 fue nombrado fiscal interino de la Corte Suprema. Por muerte de Manuel Toribio Ureta, pasó a ser fiscal titular en 1876. Nuevamente fue elegido diputado por Camaná (1872-1876).
Durante el segundo gobierno del general Mariano Ignacio Prado fue presidente del Consejo de Ministros y ministro de Justicia, Instrucción, Culto y Beneficencia (26 de agosto de 1876). Bajo su período (1876-1877) estallaron dos intentonas revolucionarias dirigidas por el caudillo civil Nicolás de Piérola. La primera de ellas fue sofocada en Yacango, cerca de Moquegua, el 19 de octubre de 1876, y la segunda tuvo como episodio central la captura, por parte de los revolucionarios, del monitor Huáscar, a bordo del cual enfrentaron valientemente a dos fragatas británicas en el combate de Pacocha, el 29 de mayo de 1877. El episodio cimentó la popularidad de Piérola y provocó manifestaciones en Lima y Callao en protesta contra la injerencia británica. Ello originó la caída de La Rosa y su gabinete ministerial (junio de 1877).
Posteriormente, en su calidad de fiscal, La Rosa se encargó de refutar las exigencias planteadas por Augusto Dreyfus con respecto a la deuda peruana (1879).